# Pohlia brevireticulata
Pohlia brevireticulata är en bladmossart som beskrevs av Warnstorf 1915. Pohlia brevireticulata ingår i släktet nickmossor, och familjen Bryaceae. Inga underarter finns listade i Catalogue of Life.